# داني كينتانا
داني كينتانا (بالإسبانية: Daniel Quintana Sosa)‏ مواليد 8 مارس 1987 في لاس بالماس دي غران كناريا، إسبانيا، هو لاعب كرة قدم إسباني يلعب مع نادي قره باغ في دوري أذربيجان الممتاز كلاعب وسط. بدأ داني كينتانا مسيرته الرياضية عام 2006 مع نادي فالنسيا ب.

## روابط خارجية
- داني كينتانا على موقع قاعدة بيانات كرة القدم.إي يو (الإنجليزية)
- داني كينتانا على موقع Soccerway.com (الإنجليزية)
- داني كينتانا على موقع عالم كرة القدم.نت (الإنجليزية)
- داني كينتانا على موقع AS.com (الإسبانية)